# Kebuyutan
Kebuyutan is een bestuurslaag in het regentschap Serang van de provincie Banten, Indonesië. Kebuyutan telt 1838 inwoners (volkstelling 2010).